# St.-Michaels-Kapelle (Taben-Rodt)

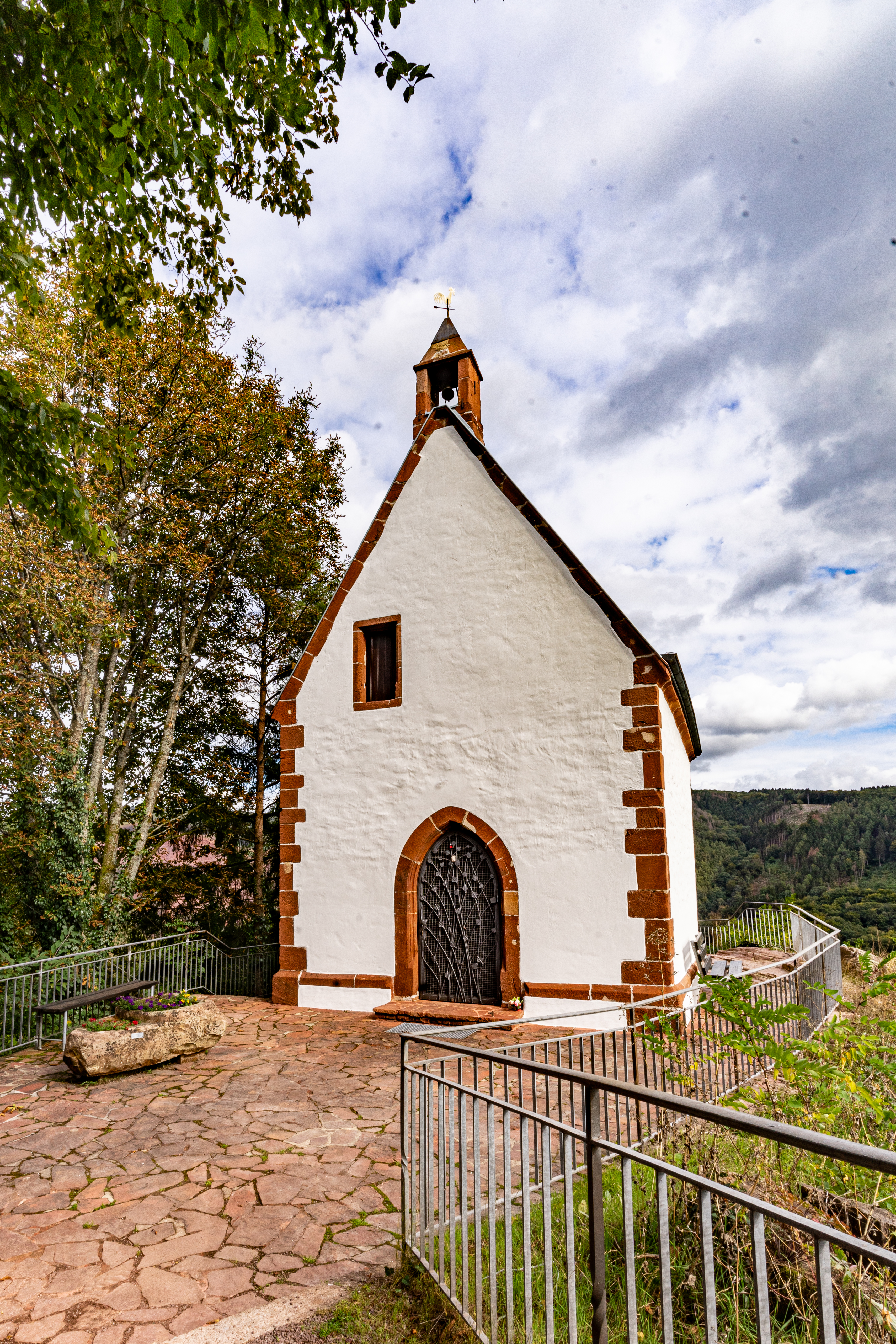
Michaelskapelle Frontseite nach der Renovierung 2021, Taben-Rodt

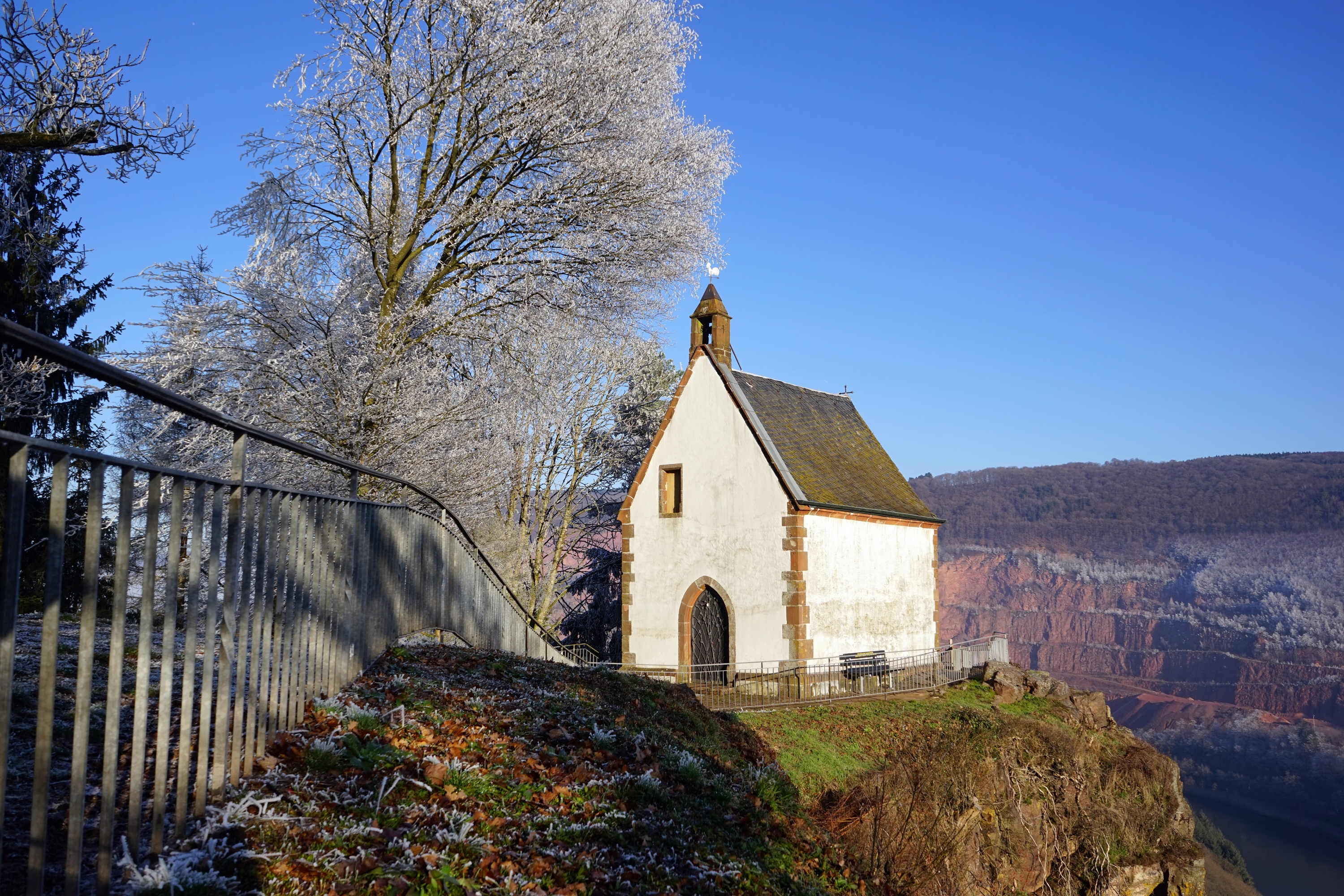
Michaelskapelle Westansicht, Taben-Rodt

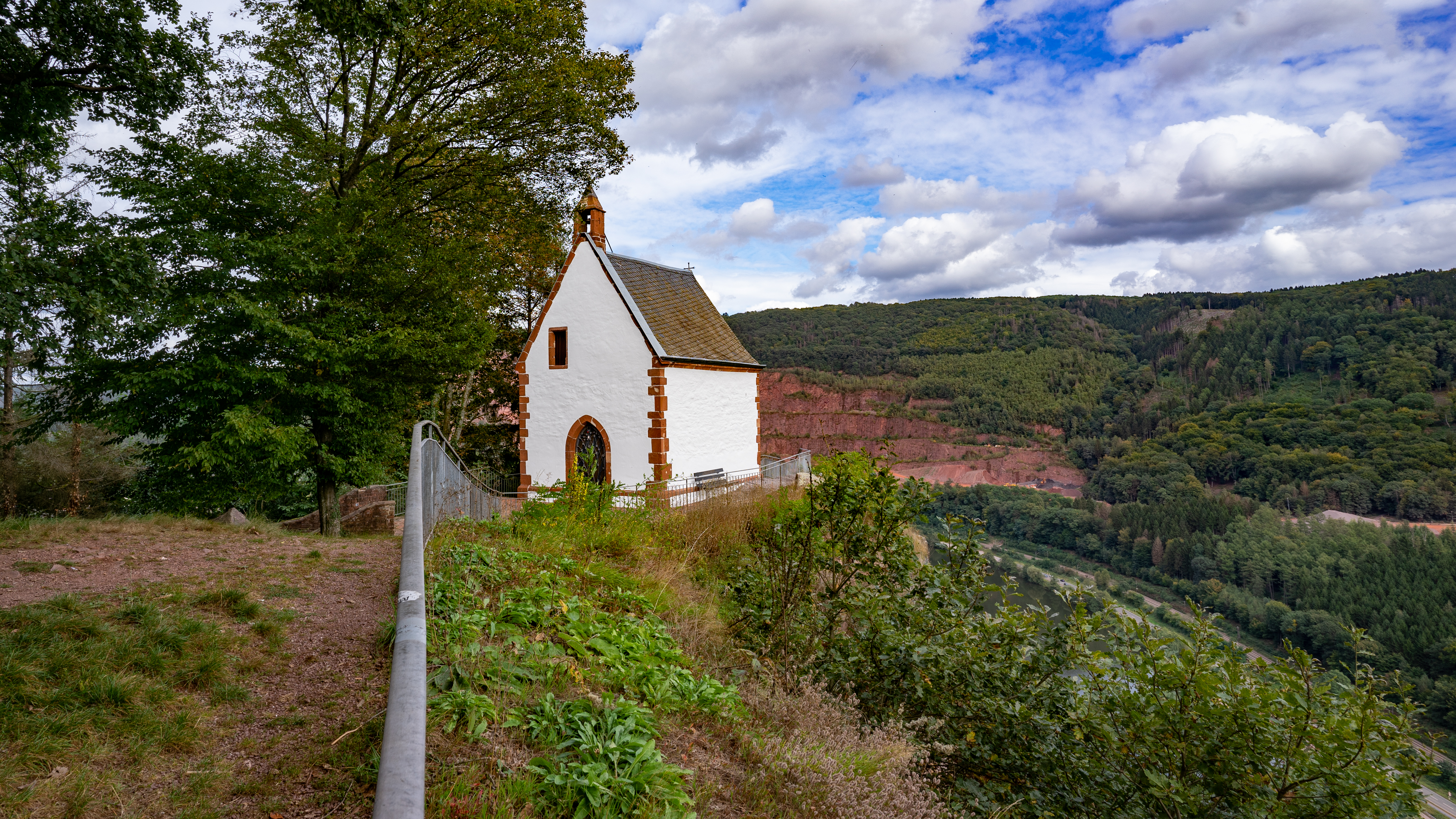
Michaelskapelle nach der Renovierung 2021

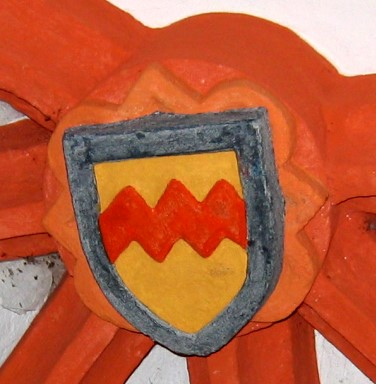
Wappen Manderscheid

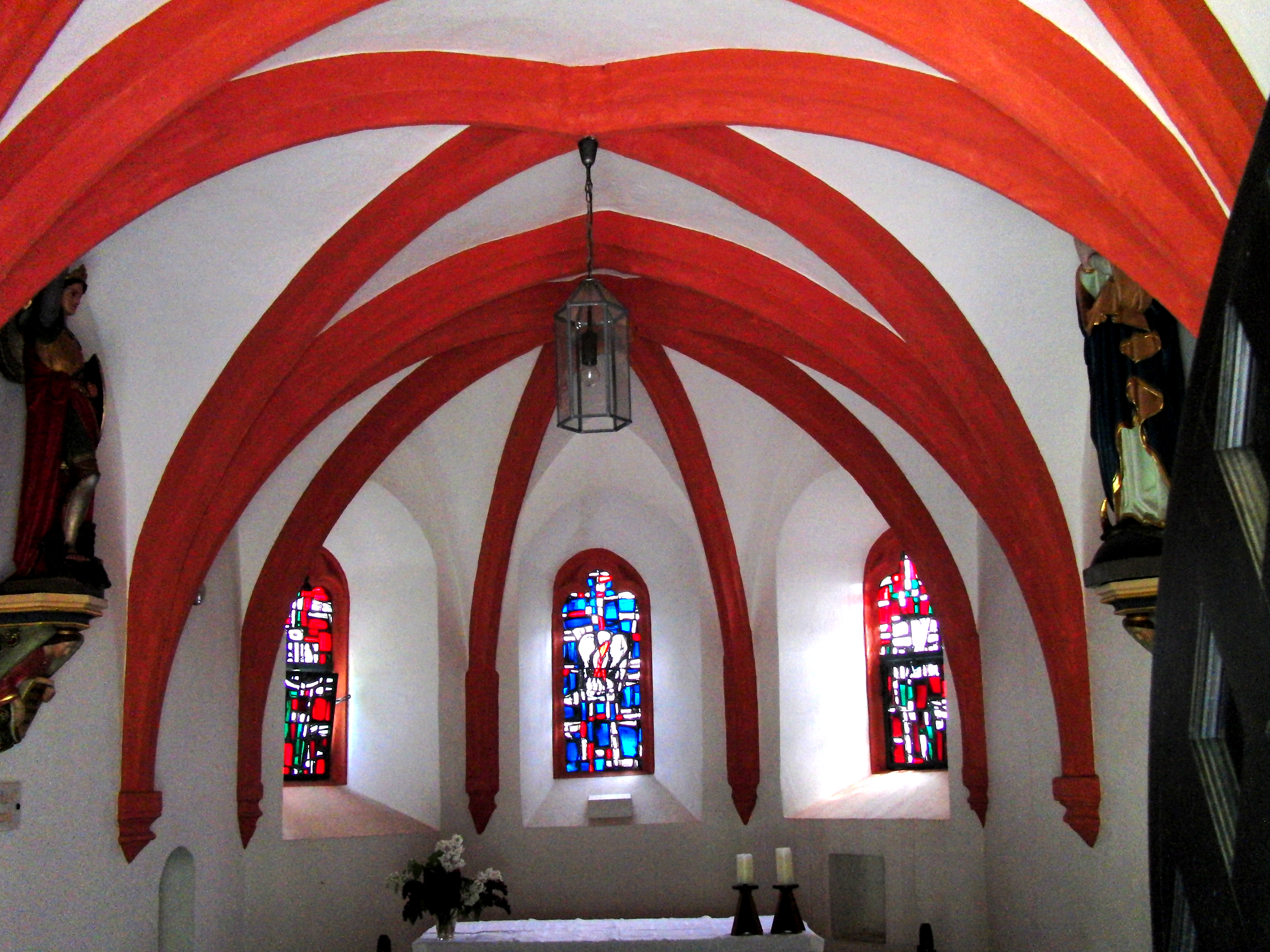
Michaelskapelle Innenansicht, Taben-Rodt

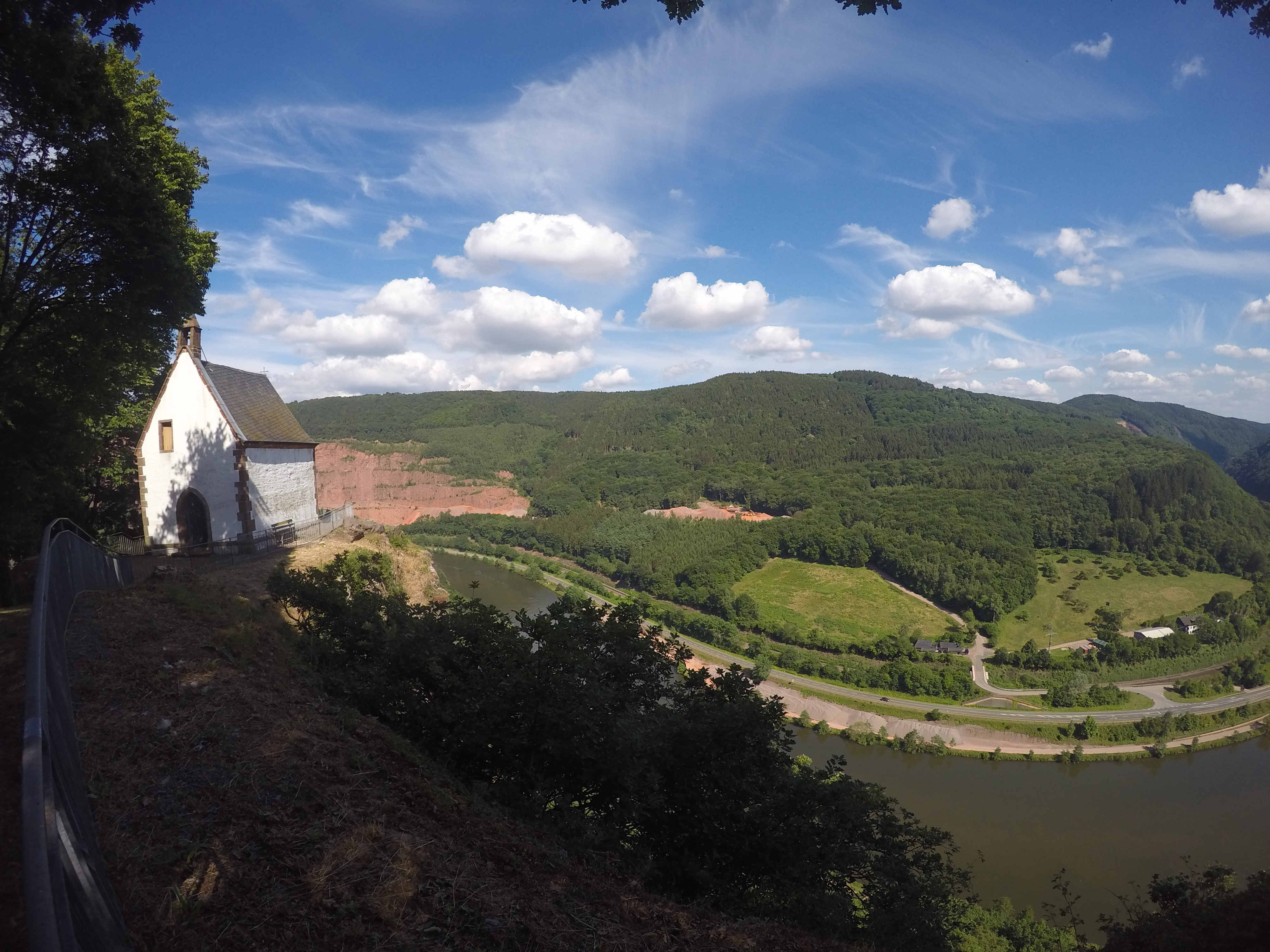
Michaelskapelle auf dem Felsen thronend bei Taben-Rodt

Die Michaelskapelle bei Taben-Rodt ist ein Kirchengebäude, das dem Erzengel Michael geweiht ist.

## Lage
Die Kapelle liegt südöstlich am Ortsrand von Taben-Rodt auf einem hohen Felsen, der steil zum linken Saarufer abfällt und ist ca. 500 m von der Kirche St. Quiriacus und Auctor, eine römisch-katholische Kirche entfernt. Der Standort der Kapelle bietet einen grandiosen Ausblick in das tiefer liegende Saartal und ist Ausgangspunkt vieler Wanderungen in die Umgebung.

## Geschichte
Der erste Bau der Kapelle wurde von der Abtei St. Maximin unter Abt Antonius Drubein (Antonius de Tribulis (Drublein/Drubheim) aus der patrizischen Familie „zum Treubel“ aus Straßburg) errichtet und datiert in die Zeit von 1453 bis 1482. Die Mittelachse der Kapelle ist exakt nach Osten ausgerichtet. Nach einer von Philipp Jakob Bechtel (1832–1842 Pfarrer in Taben-Rodt) handschriftlich kopierten Urkunde erhielt die Michaelskapelle im Jahre 1732 unter Willibrordus Scheffer (1731–1738 Pfarrer in Taben-Rodt) einen neuen Altar, eine neue Tür und ein Bild.
Im Laufe der Zeit wurde die Kapelle mehrfach zerstört, so z. B. 1794 während der Französischen Revolution. Erst 1833 konnte sie wieder hergerichtet werden. Nach den Beschädigungen des Zweiten Weltkrieges waren ebenfalls umfangreiche Reparaturarbeiten notwendig, die erst 1954/55 abgeschlossen wurden. Weitere Renovierungen fanden 1968 und 2000 statt, um den Originalzustand des Gebäudes weitestgehend zu erhalten.

## Sage
Ein Ritter, so die Sage, war auf der Flucht vor seinen Feinden, als sein Pferd vor dem sich hier auftuenden tiefen Abgrund stockte. In seiner schier aussichtslosen Situation betete er zum Hl. Michael und gelobte den Bau einer Kapelle, sofern er Hilfe erhielt. Dann gab er seinem Pferd die Sporen und übersprang todesmutig die Fluten der Saar. Seine Feinde vermochten ihm nicht zu folgen. Er aber erreichte unversehrt das andere Ufer und baute an hiesiger Stelle diese Kapelle, die er dem Hl. Michael widmete.

## Gebäude
Die Kapelle ist in ihrem Kern ein spätgotischer Bau, der ursprünglich als Friedhofskapelle diente. Der einfache Putzbau ist mit sichtbaren, abgesetzten Sandstein-Quadersteinen an den Ecken versehen und im Innern kreuzrippengewölbt. Ein wappenbesetzter Schlussstein zeigt das Wappen deren von Manderscheid.
Der Innenraum der Kapelle hat an der Westseite (Eingang) eine Breite von 3,73 m und eine Höhe von 4,04 m. Die Länge des Innenraumes (einschl. Chorraum) beträgt 7,10 m. Der Altar steht auf einer um 0,15 m erhöhten Fläche, die über eine Stufe erreichbar ist. Der Abstand der Altarplatte (1,76 m × 0,86 m) von der Chorwand beträgt 0,99 m und bietet damit ausreichenden Bewegungsraum für den (mit dem Gesicht der Gemeinde zugewandten) zelebrierenden Geistlichen.
Die drei bleiverglasten mundgeblasenen Fenster im dreiseitigen Chorraum wurden von dem Trierer Künstler Erich Kraemer gestaltet und während der Restaurierung im Jahre 1968 in das vorhandene Maßwerk eingebaut.
In der westlich ausgerichteten Eingangsseite befindet sich ein gotisches Bogenportal mit einem spitz zulaufenden Rundbogen. Er enthält keine Jahreszahl, hat eine Breite von 1,21 m und eine Höhe von 2,34 m. Über dem Giebel erhebt sich ein gemauerter viereckiger, an zwei Seiten offener Dachreiter mit Glocke.
Im Jahreslauf wird die Kapelle in die kirchlichen Feiern mit eingebunden. Am Tag des Patroziniums des Hl. Quiriakus (Kirchenpatron von Taben-Rodt) wird entsprechend der jahrhundertelangen Tradition der örtlichen Quiriakusverehrung im Rahmen einer Wallfahrt der Schrein mit den Gebeinen des Hl. Quiriakus zur Michaelskapelle getragen.